# Palestyna w kalifacie Abbasydów
Palestyna w kalifacie Abbasydów przebywała w okresie od 750 do 978 roku.

## Historia

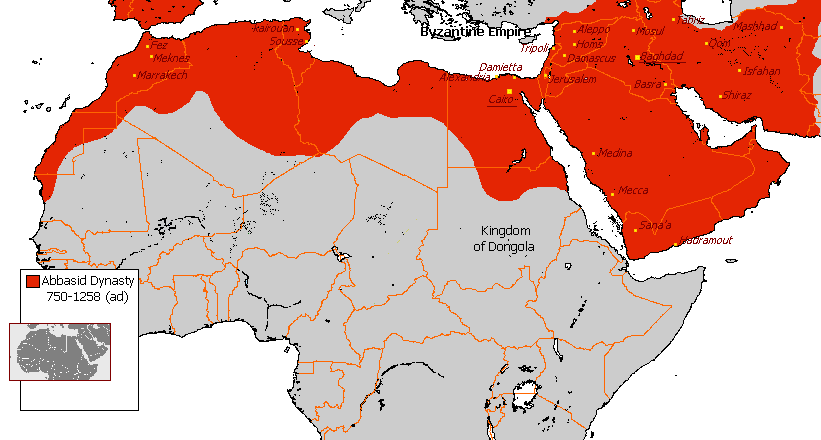
Kalifat Abbasydów 750–1258

### Rys ogólny
Arabski ród rodziny Abbasydów przez długie lata walczyli z panującym rodem kalifów Umajjadów. W 750 Abu al-'Abbas as-Saffah odniósł wielkie zwycięstwo nad Umajjadami w bitwie nad rzeką Większy Zab i ostatecznie wymordował prawie wszystkich członków wrogiego klanu. Abu al-'Abbas as-Saffah ogłosił się kalifem. rozpoczynając nową dynastię kalifów.
Abbasydzi, w procesie obalania Umajjadów, polegali w znacznym stopniu na pomocy Persji. Stolicę kalifatu przeniesiono z Damaszku do Bagdadu.

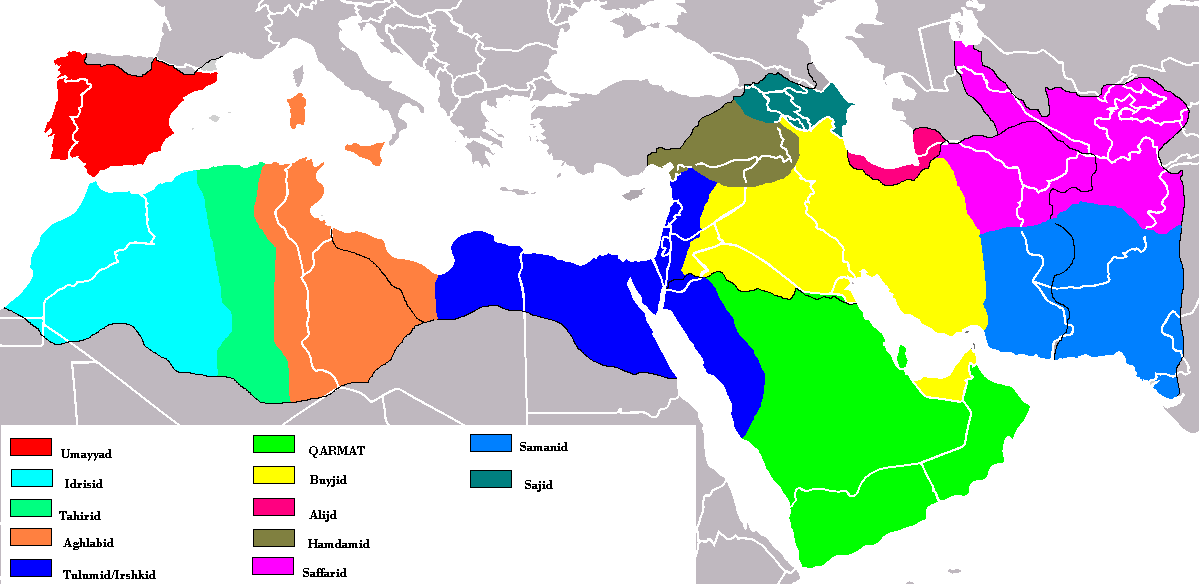
Niezależne Emiraty powstałe w Kalifacie Abbasydów

Abbasydzi prowadzili długotrwałe walki z Cesarstwem Bizantyjskim o panowanie nad Syrią i Anatolią. Równocześnie trwały liczne wewnętrzne konflikty w wielu punktach rozległego kalifatu. Z tego powodu Abbasydzi zdecydowali się na stworzenie armii lojalnej tylko kalifatowi, powołanej głównie z tureckich niewolników, zwanych mamelukami, ale także ze Słowian i Berberów. Te wojska, ustanowione za rządów kalifa Al-Ma’muna (813–833) i jego brata Al-Mu’tasima (833-842) zapobiegły dalszemu rozpadowi kalifatu. Siła mameluków rosła stopniowo, a Abbasydzi stali się marionetkowymi przywódcami.
W 956 roku władzę złożono w ręce wezyrów, kalifom pozostawiono jedynie najwyższe dostojeństwo religijne. W tym okresie książęta dzielnicowi uzyskali niezależność w swych prowincjach.
W Afryce Północnej wzrósł w siłę ród Fatymidów, którego kalifowie przy pomocy mameluków opanowali Egipt. Abbasydzi do walki z Fatymidami wykorzystywali Turków Seldżuckich.

### Historia Palestyny
Rok 750 to początek panowania Abbasydów nad Palestyną.
Wraz z upadkiem Umajjadów, Jerozolima popadła niemal zupełnie w zapomnienie. Miasto popadło w ruinę.
Żydom zamknięto w tym okresie dostęp do urzędów, zabroniono studiowania święte księgi, synagogi i kościoły przemianowano na meczety. Żydzi musieli nosić szczególną odzież: żółte chusty na płaszczach i grube powrozy zamiast pasa. W ten sposób wyraźnie odróżniali się od pozostałej ludności.
W 978 wojska Fatymidów opanowały Palestynę.